# الصافية (كفر مجر)
الصافية، قرية تابعة للوحدة المحلية لقرية كفر مجر، التابعة لمركز دسوق التابع لمحافظة كفر الشيخ في جمهورية مصر العربية.

## التاريخ
قرية الصافية من القرى القديمة، حيث وردت باسم «الصافية» في أعمال الغربية ضمن قرى الروك الصلاحي التي أحصاها ابن مماتي في كتاب قوانين الدواوين، كما وردت باسم «الصافية» في أعمال الغربية ضمن قرى الروك الناصري التي أحصاها ابن الجيعان في كتاب «التحفة السنية بأسماء البلاد المصرية». وفي العصر العثماني وردت باسم «الصافية» في التربيع العثماني الذي أجراه الوالي العثماني سليمان باشا الخادم في عصر السلطان العثماني سليمان القانوني ضمن قرى ولاية الغربية، وفي تاريخ 1228هـ/1813م الذي عدّ قرى مصر بعد المسح الذي قام به محمد علي باشا باسم «الصافية» ضمن قرى مديرية الغربية.

## السكان
حسب إحصاءات عام 2006، بلغ عدد سكان الصافية 15,373 نسمة، منهم 7,825 ذكر و7,548 أنثى.

## توابع القرية
لها 3 توابع من عزب وكفور ونجوع:
- عزبة أبو حسن
- عزبة حمادة
- عزبة الشهاوي